# LAG Nr. 895
Der Triebwagen 895 war ein zweiachsiger elektrischer Gütertriebwagen der Lokalbahn Aktien-Gesellschaft (LAG) für den Betrieb auf der Nebenbahn Türkheim–Bad Wörishofen. Der Triebwagen war durch Umbau aus einem Packwagen entstanden.
Bei der Verstaatlichung der LAG wurde der Triebwagen von der Deutschen Reichsbahn übernommen und als ET 194 11 bezeichnet. Das Fahrzeug wurde 1947 ausgemustert und ist nicht mehr vorhanden.

## Geschichte
Die LAG betrieb im süddeutschen Raum mehrere Nebenbahnen, die schon vor 1900 elektrifiziert und mit Triebwagen betrieben wurden. Der Gütertriebwagen 895 entstand 1930 durch Umbau aus einem Packwagen in der Hauptwerkstätte der Lokalbahn Aktien-Gesellschaft in Thalkirchen. Er war bis zur Einstellung des elektrischen Betriebs im September 1939 auf seiner Stammstrecke im Einsatz. Danach wurde das Fahrzeug im Fahrzeugbestand der Reichsbahndirektion Augsburg abgestellt, bis es 1943 noch auf die Lokalbahn Bad Aibling–Feilnbach versetzt wurde. Es wurde dort nicht mehr in Betrieb genommen und 1947 verschrottet.

## Konstruktion
Das Untergestell war aus genieteten Walzprofilen hergestellt. Der Wagenkasten war eine reine Holzkonstruktion. In der Stirnseite waren drei Fenster für den Führerstand angebracht. Dieser hatte auf der rechten Seite einen Handbremshebel sowie auf der linken Seite den Fahrschalter und war von beiden Seiten über Drehtüren zugänglich, in denen je ein Fenster eingebaut war. Zwischen beiden Führerständen befand sich der Laderaum, der mittig durch eine große Schiebetür mit einem Fenster zugänglich war. Der Kastenaufbau war an den Stirnseiten durch Profile verstärkt. Dort führte je eine Leiter zu einem Laufbrett auf dem Dach. Die seitlichen Ladeöffnungen hatten eine lichte Weite von 1.340 mm. Die Fenster dieser Türen waren mit Gitterstäben verstärkt, alle anderen Fenster waren normal verglast.

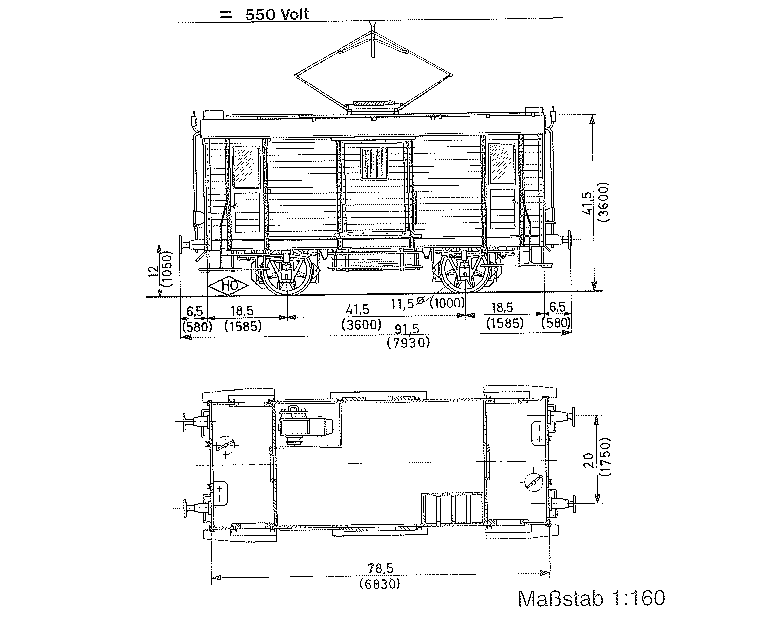
Maßskizze

Auf dem Dach war ein Scherenstromabnehmer. Die elektrische Ausrüstung stammte von den Siemens-Schuckert-Werken und bestand aus zwei Gleichstrom-Reihenschlussmotoren, die in Tatzlager-Bauweise im Rahmen aufgehängt waren, sowie der Fahrzeugsteuerung. Im Laderaum befanden sich, diagonal zueinander angeordnet, ein zweistufiger Motorkompressor für die Bremsanlage und die Anfahrwiderstände. Bei Indienststellung war der Triebwagen mit einer grünen Lackierung versehen.

## Modell
Modelle des LAG 895 und des ET 194 11 wurden in verschiedenen Varianten sowohl von Märklin (Wechselstrom) als auch von Trix und Merker und Fischer (Gleichstrom) in Spur H0 und Spur N (Minitrix) hergestellt.